# دانلپ (کالیفرنیا)
دانلپ (به انگلیسی: Dunlap) یک منطقهٔ مسکونی در ایالات متحده آمریکا است که در شهرستان فرسنو، کالیفرنیا واقع شده‌است. دانلپ ۵۸۵ متر بالاتر از سطح دریا واقع شده‌است.